# Список еліптичних галактик
В цьому списку наведена інформація про деякі відомі еліптичні галактики. Список включає:
- Галактики з екстремальними значеннями параметрів (найбільша, найменша, найвіддаленіша тощо).
- Галактики, які є історично значущими, тобто які належать до каталогу Мессьє та(або) дослідження яких призвело до значущих відкриттів.

## Галактики з екстремальними парамерами
| Назва        | Зображення | Опис |
| ------------ | ---------- | --- |
| ESO 383-76   |            | Найбільша відома еліптична галактика, має діаметр понад 540 кілопарсек, що в 20 разів перевищує розміри Чумацького Шляху. Маса галактики складає 2.15×1012 мас Сонця. |
| Маффей 1     |            | Найближча до Землі велика еліптична галактика, відстань до неї оцінюється в діапазоні від 2.5 до 5 Мпк (8.2-16.3 мільйонів світлових років).                          |
| CGCG 049-033 |            | Еліптична галактика з найдовшими галактичними джетами, які були коли-небудь відкриті. Їхня протяжність сягає 1.5 мільйони світлових років.                            |
|              |            | |
|              |            | |
|              |            | |
|              |            | |
|              |            | |
|              |            | |
|              |            | |

## Історично значущі галактики
| Назва | Зображення | Опис |
| ----- | ---------- | --- |
| М32   |            | Об'єкт каталогу Мессьє. |
| M49   |            | Об'єкт каталогу Мессьє. |
| M59   |            | Об'єкт каталогу Мессьє. |
| M60   |            | Об'єкт каталогу Мессьє. |
| M84   |            | Об'єкт каталогу Мессьє. |
| M86   |            | Об'єкт каталогу Мессьє. |
| M87   |            | Об'єкт каталогу Мессьє. Відома завдяки першому в історії знімку "тіні" горизонту подій чорної діри, зробленому Телескопом горизонту подій в 2017 році та опублікованому в квітні 2019. |
| M89   |            | Об'єкт каталогу Мессьє. |
| M105  |            | Об'єкт каталогу Мессьє. |
| M110  |            | Об'єкт каталогу Мессьє. |
|       |            | |
|       |            | |
|       |            | |
|       |            | |
|       |            | |
|       |            | |
|       |            | |
|       |            | |
|       |            | |